# Friedensvertrag von Versailles

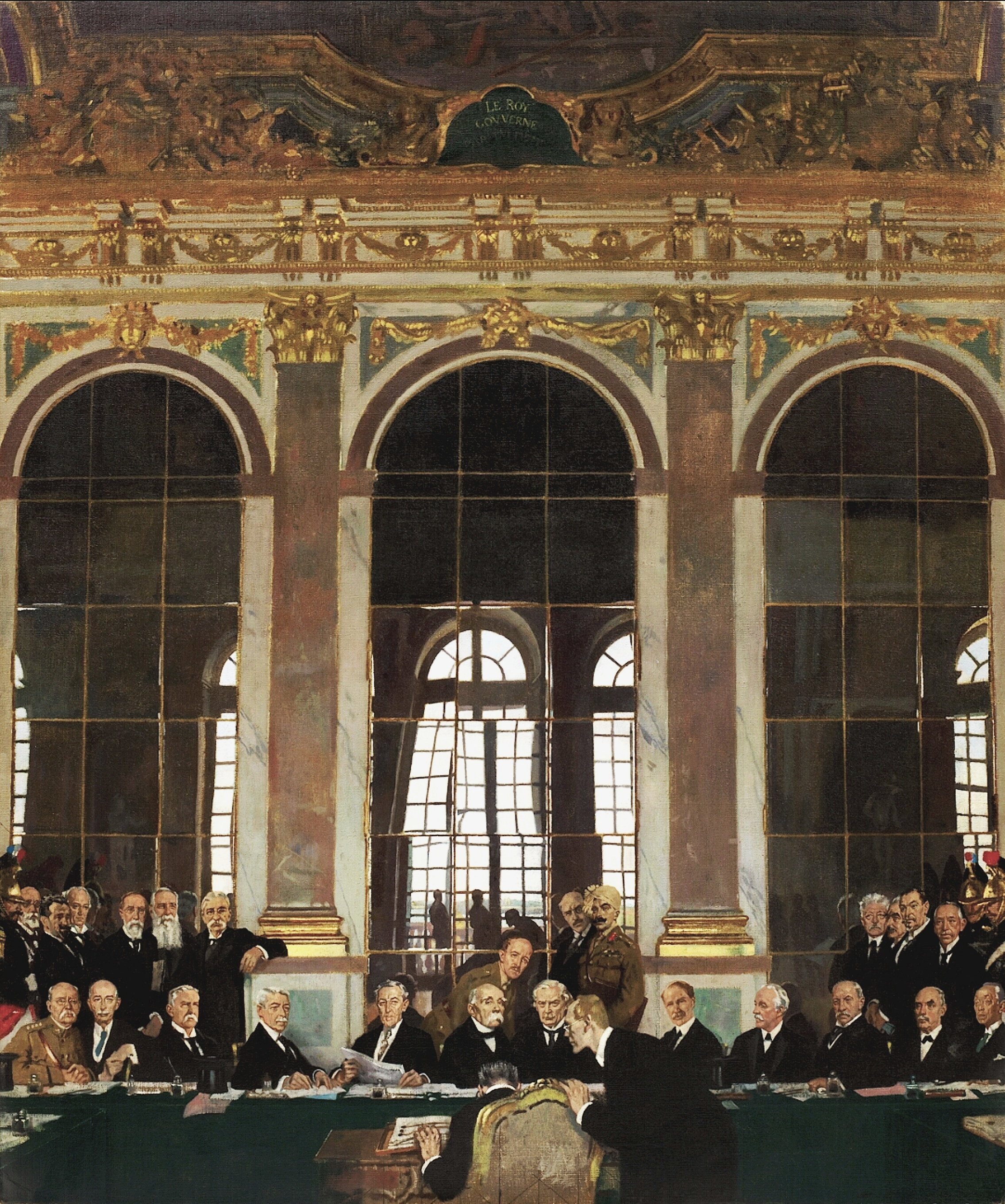
William Orpen: The Signing of Peace in the Hall of Mirrors. Vertragsunterzeichnung in der Spiegelgalerie des Schlosses von Versailles 1919.

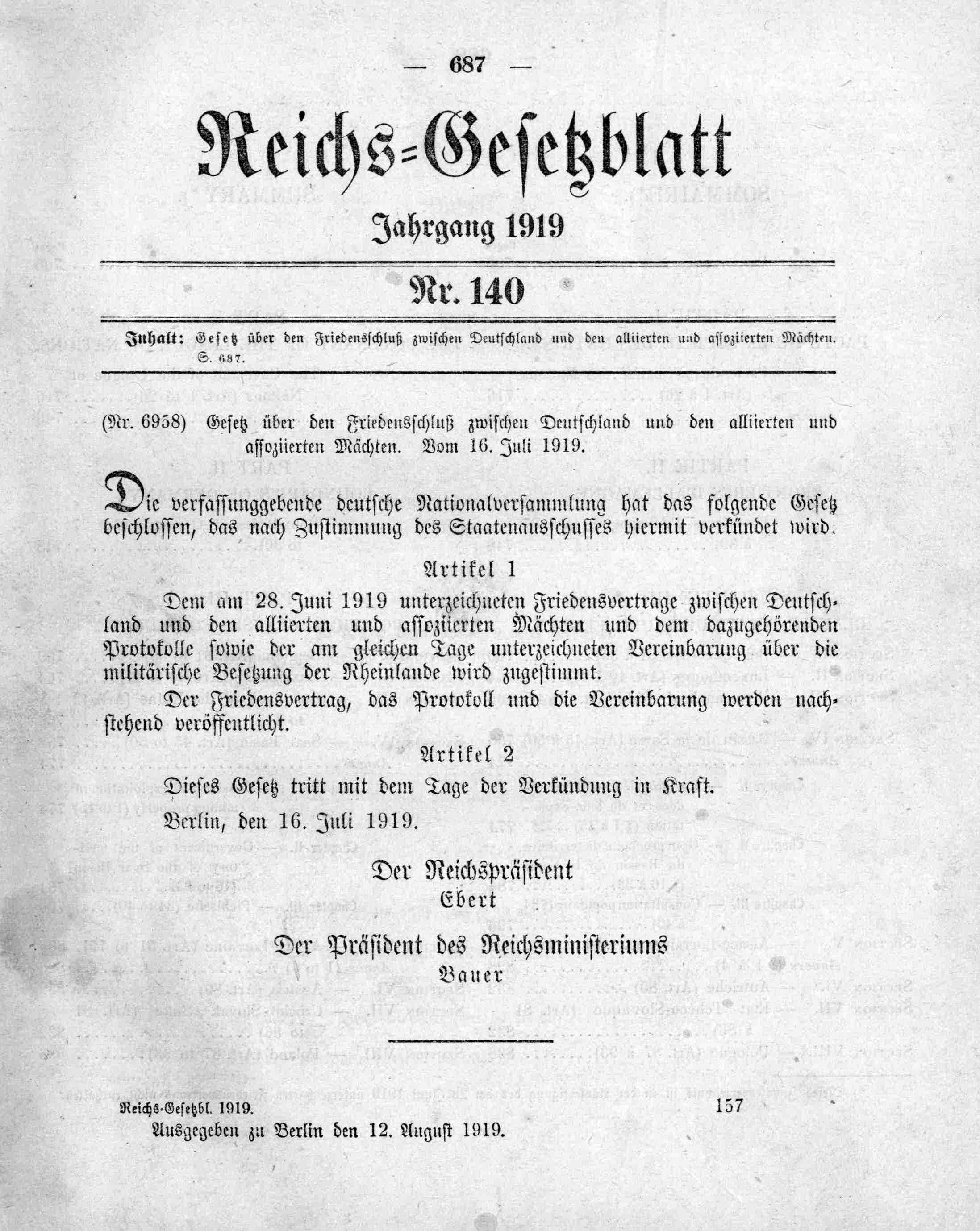
„Gesetz über den Friedensschluß zwischen Deutschland und den alliierten und assoziierten Mächten“. Veröffentlicht im Deutschen Reichsgesetzblatt vom 12. August 1919 mit dem kompletten, 3-sprachigen Vertragstext

Der Friedensvertrag von Versailles (auch Versailler Vertrag, Friede von Versailles) wurde am 28. Juni 1919 zwischen dem Deutschen Reich einerseits sowie Frankreich, Großbritannien, den Vereinigten Staaten und ihren Verbündeten andererseits geschlossen und beendete den Ersten Weltkrieg auf völkerrechtlicher Ebene. Der Friedensvertrag war auf der Pariser Friedenskonferenz 1919 im Schloss von Versailles von den Alliierten und Assoziierten Mächten ohne Beteiligung Deutschlands ausgehandelt worden. Seine Unterzeichnung war zugleich der Gründungsakt des Völkerbunds.
Bereits am 11. November 1918 hatte der Waffenstillstand von Compiègne die Kampfhandlungen des Ersten Weltkriegs beendet, nicht aber den Kriegszustand. Die deutsche Delegation durfte an den Verhandlungen nicht teilnehmen, sondern konnte erst nach der Bekanntgabe des Vertragsinhalts am 7. Mai 1919 durch schriftliche Eingaben wenige Nachbesserungen erwirken. Der Vertrag konstatierte die alleinige Verantwortung Deutschlands und seiner Verbündeten für den Ausbruch des Weltkriegs und verpflichtete es zu Gebietsabtretungen, Abrüstung und Reparationszahlungen an die Siegermächte. Nach ultimativer Aufforderung unterzeichnete Deutschland den Vertrag unter Protest im Spiegelsaal von Versailles. Nach der Ratifizierung und dem Austausch der Urkunden trat er am 10. Januar 1920 in Kraft.
Zu den Unterzeichnern gehörten neben Deutschland, den USA, Großbritannien und Frankreich auch Italien, Japan sowie Belgien, Bolivien, Brasilien, Kuba, Ecuador, Griechenland, Guatemala, Haiti, Hedschas, Honduras, Liberia, Nicaragua, Panama, Peru, Polen, Portugal, Rumänien, das Königreich der Serben, Kroaten und Slowenen, Siam, die Tschechoslowakei und Uruguay. China, das sich seit 1917 mit Deutschland im Krieg befand, unterzeichnete den Vertrag nicht. Auch der Kongress der Vereinigten Staaten verweigerte dem Versailler Vertrag 1920 die Ratifikation. Die USA traten dem Völkerbund nicht bei und schlossen 1921 einen Sonderfrieden mit Deutschland, den Berliner Vertrag.
Als weitere Pariser Vorortverträge mit den besiegten Mittelmächten folgten am 10. September 1919 der Vertrag von Saint-Germain mit Deutschösterreich, am 27. November 1919 der Vertrag von Neuilly-sur-Seine mit Bulgarien, am 4. Juni 1920 der Vertrag von Trianon mit Ungarn sowie am 10. August 1920 der Vertrag von Sèvres mit dem Osmanischen Reich.
Wegen seiner als hart erscheinenden Bedingungen und der Art seines Zustandekommens wurde der Versailler Vertrag von der Mehrheit der Deutschen als illegitimes und demütigendes Diktat empfunden. Insbesondere die extreme Rechte in der Weimarer Republik nutzte dies, um Nationalismus und Revanchismus zu schüren. Auch unter zeitgenössischen Vertretern der Siegermächte fand er zahlreiche Kritiker, und spätere Historiker sahen in dem Vertrag eine der Ursachen des Zweiten Weltkriegs. In der neueren Forschung wird der Vertrag dagegen weniger ungünstig bewertet.

## Entstehung und Ratifizierung

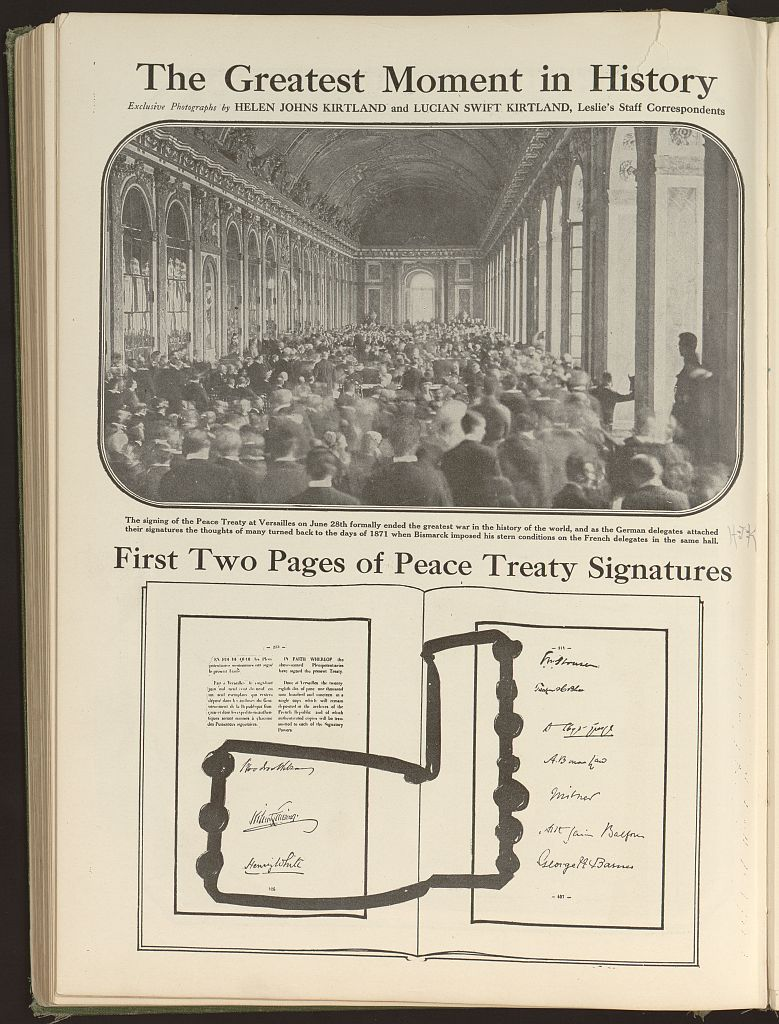
Die Unterzeichnungszeremonie in Versailles und die ersten zwei Seiten der Unterschriften und Siegel unter dem Vertrag

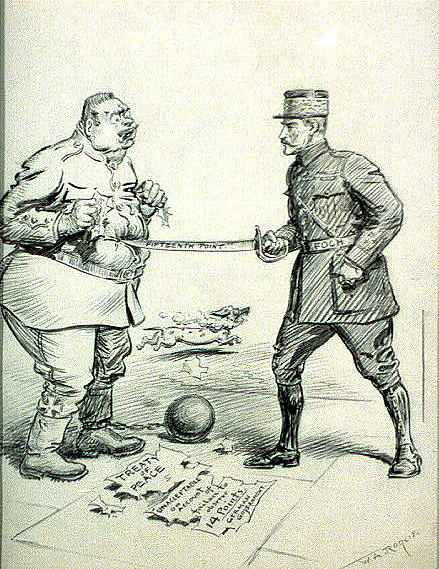
Amerikanische Karikatur zur militärischen Drohkulisse gegen Deutschland: Weil Wilsons 14-Punkte-Plan angeblich nicht eingehalten wird, fügt Marschall Foch als 15. Punkt seine Säbelspitze hinzu.

Der Vertrag war das Ergebnis der Pariser Friedenskonferenz 1919, die im Schloss Versailles vom 18. Januar 1919 bis zum 21. Januar 1920 tagte. Ort und Eröffnungsdatum waren nicht zufällig gewählt worden: 1871 hatten deutsche Würdenträger während der Belagerung von Paris die Kaiserproklamation im Spiegelsaal von Versailles vorgenommen. Dies verstärkte (neben vielen anderen Faktoren, zum Beispiel den hohen Reparationen Frankreichs an Deutschland) die deutsch-französische Erbfeindschaft und den französischen Revanchismus („Toujours y penser, jamais en parler“). Frankreichs Regierungschef Georges Clemenceau erhoffte sich durch die Wahl des Ortes die Heilung eines nationalen Traumas.
Vorangegangen war am 8. Januar 1918 das 14-Punkte-Programm von US-Präsident Woodrow Wilson, das aus deutscher Sicht Grundlage für den zunächst auf 36 Tage befristeten Waffenstillstand von Compiègne am 11. November 1918 war.
Vorab tagte ein engerer Ausschuss des Kongresses, der sogenannte Rat der Vier, dem US-Präsident Woodrow Wilson, der französische Ministerpräsident Georges Clemenceau, der britische Premierminister David Lloyd George und der italienische Minister Vittorio Emanuele Orlando angehörten. Der Rat legte die wesentlichen Eckpunkte des Vertrags fest. An den mündlichen Verhandlungen nahmen nur die Siegermächte teil; mit der deutschen Delegation wurden lediglich Memoranden ausgetauscht. Das Ergebnis der Verhandlungen wurde der deutschen Delegation schließlich als Vertragsentwurf am 7. Mai 1919 vorgelegt – nicht zufällig am Jahrestag der Versenkung der Lusitania. Die deutsche Delegation – zu der auch die Professoren Max Weber, Albrecht Mendelssohn Bartholdy, Walther Schücking und Hans Delbrück sowie der General Max Graf Montgelas gehörten – weigerte sich zu unterschreiben und drängte auf Milderung der Bestimmungen, wobei die deutsche Delegation zu den mündlichen Verhandlungen nicht zugelassen wurde; stattdessen wurden Noten ausgetauscht. Zu den wenigen Nachbesserungen in der am 16. Juni von den Alliierten vorgelegten Mantelnote gehörte die Volksabstimmung in Oberschlesien. Die Siegermächte ließen weitere Nachbesserungen nicht zu und verlangten ultimativ die Unterschrift. Andernfalls würden sie ihre Truppen nach Deutschland einrücken lassen. Hierfür hatte der Oberbefehlshaber der alliierten Streitkräfte, Marschall Ferdinand Foch, einen Plan ausgearbeitet: Vom bereits besetzten Rheinland aus sollten die Truppen der Entente entlang des Mains nach Osten vorrücken, um auf kürzestem Wege die tschechische Grenze zu erreichen und so Nord- und Süddeutschland voneinander zu trennen.
In Deutschland war die Empörung über die Friedensbedingungen einhellig groß. Ministerpräsident Philipp Scheidemann (SPD) stellte am 12. Mai 1919 in der Weimarer Nationalversammlung die rhetorische Frage, die später zum geflügelten Wort wurde: „Welche Hand müsste nicht verdorren, die sich und uns in solche Fesseln legte?“ Der spätere preußische Ministerpräsident Otto Braun erklärte am 21. Mai, es sei „noch nie in der Weltgeschichte ein so schamloser Betrug an einem Volke verübt“ worden. Der Vertrag ziele darauf, „das deutsche Volk in dauernde Sklaverei zu führen“, daher sei er vollständig unannehmbar und dürfe nicht unterzeichnet werden. In Kreisen um den Oberpräsidenten von Ostpreußen, Adolf von Batocki, den Sozialdemokraten August Winnig und General Otto von Below wurden Pläne entwickelt, die Friedensbedingungen rundweg abzulehnen und Westdeutschland den einrückenden Truppen der Siegermächte kampflos zu überlassen. In den preußischen Ostprovinzen, wo die Reichswehr noch verhältnismäßig stark war, sollte dann ein Oststaat als Widerstandszentrum gegen die Entente gegründet werden.
Am 20. Juni 1919 trat das Kabinett Scheidemann zurück. Denn unter dem Druck des drohenden Einmarsches und der trotz Waffenstillstand fortbestehenden britischen Seeblockade, die eine dramatische Zuspitzung der Ernährungslage befürchten ließ, führte an einer Ratifizierung des Versailler Vertrags kein Weg vorbei. Am 22. Juni 1919 votierte die Nationalversammlung mit 237 gegen 138 Stimmen für die Annahme des Vertrags. Scheidemanns Parteifreund und Nachfolger Gustav Bauer rief in der Sitzung aus:

„Wir stehen hier aus Pflichtgefühl, in dem Bewußtsein, daß es unsere verdammte Schuldigkeit ist, zu retten zu suchen, was zu retten ist […]. Wenn die Regierung […] unter Vorbehalt unterzeichnet, so betont sie, daß sie der Gewalt weicht, in dem Entschluß, dem unsagbar leidenden deutschen Volke einen neuen Krieg, die Zerreißung seiner nationalen Einheit durch weitere Besetzung deutschen Gebietes, entsetzliche Hungersnot für Frauen und Kinder und unbarmherzige längere Zurückhaltung der Kriegsgefangenen zu ersparen.“

Außenminister Hermann Müller (SPD) und Verkehrsminister Johannes Bell (Zentrum) unterzeichneten daher – unter Protest – am 28. Juni 1919 den Vertrag.

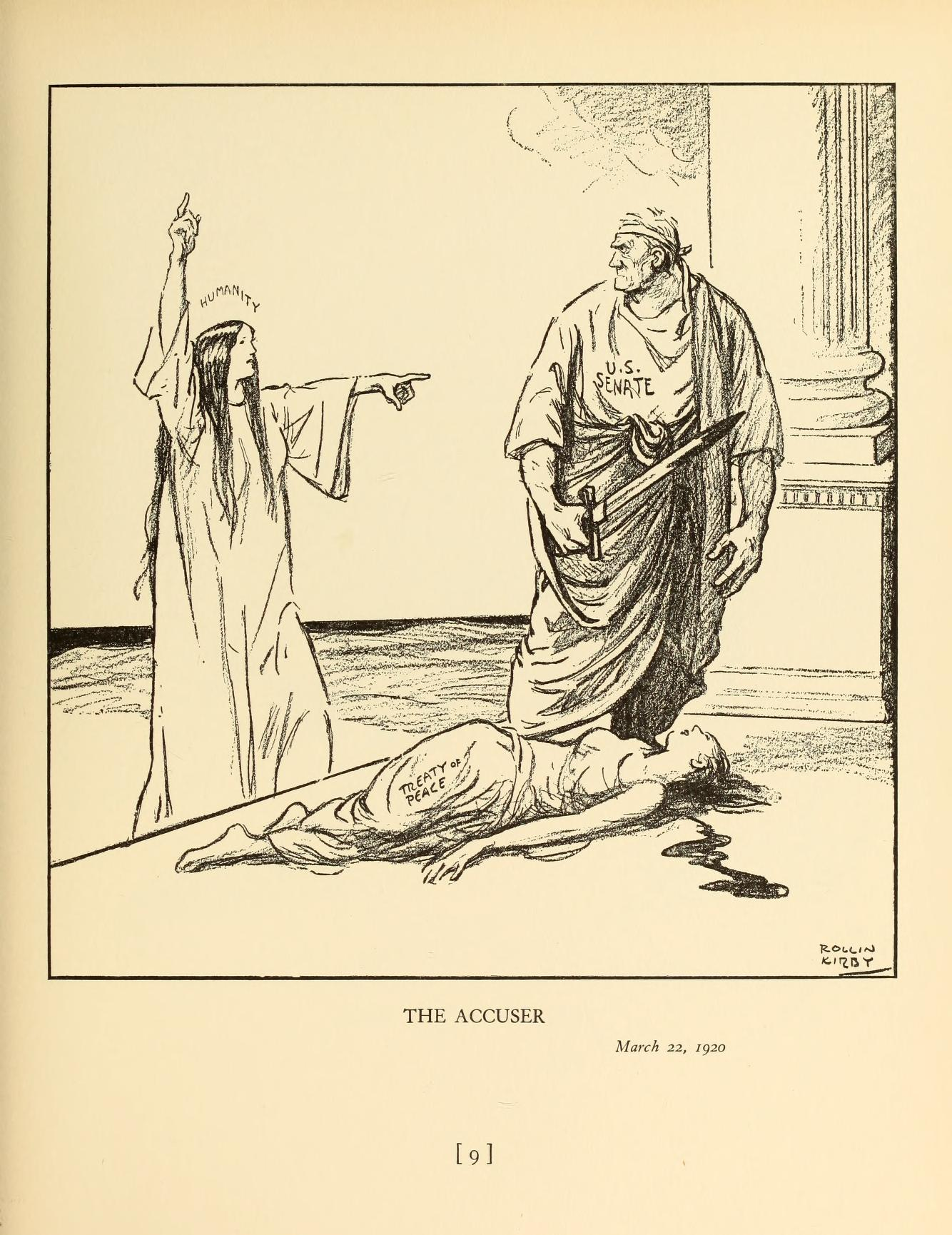
The Accuser. Karikatur des amerikanischen Zeichners Rollin Kirby aus dem Jahr 1920: Die Menschheit klagt den Senat der Vereinigten Staaten an, weil er den Versailler Vertrag ermordet hat.

Die Vertreter der USA, des wichtigsten Signatarstaats neben Großbritannien und Frankreich, hatten den Vertrag nach den zwei deutschen Delegierten zwar als Erste unterzeichnet, der amerikanische Kongress ratifizierte den Vertrag jedoch nicht. Am 19. November 1919 und nochmals am 19. März 1920 wurden das Vertragswerk und der Beitritt der Vereinigten Staaten zum Völkerbund abgelehnt. Die USA schlossen daher mit Deutschland den Berliner Vertrag vom 25. August 1921.
Der Versailler Vertrag trat nach der Ratifizierung durch die anderen Signatarstaaten und dem Austausch der Urkunden am 10. Januar 1920 in Kraft.

## Ausgangsbedingungen

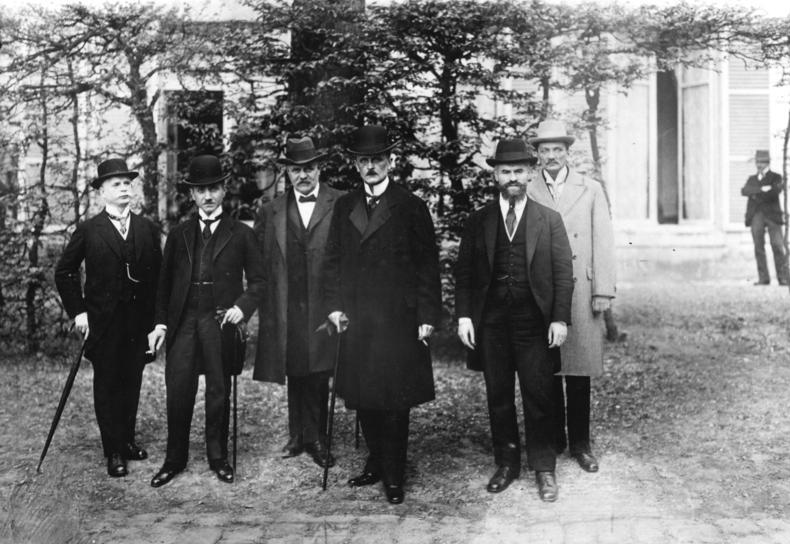
Deutsche Friedensunterhändler vor ihrer Abfahrt ins Hotel Trianon. Von links: Leinert, Melchior, Giesberts, Brockdorff-Rantzau, Landsberg, Schücking

Zwei der wichtigsten Mächte aus der Zeit des Kriegsbeginns existierten nicht mehr:
- Als Folge der Oktoberrevolution, die durch die Einschleusung Lenins durch das Deutsche Reich möglich geworden war, war auf dem Boden des Russischen Reiches nun Sowjetrussland entstanden. Die kapitalistischen Staaten fürchteten nun, der Sowjetstaat würde, der Weltrevolution verpflichtet, die innenpolitische Stabilität aller anderen Staaten bedrohen.
- Der Zerfall Österreich-Ungarns war beim Waffenstillstand abgeschlossen.

Beide Kriegsparteien hatten sich Nationalitätenprobleme in gegnerischen Staaten zunutze gemacht: Die Mittelmächte hatten auf dem Gebiet des Zarenreiches Regentschaftspolen gegründet und die Gründung Litauens wohlwollend geduldet. Die Alliierten und die slawischen Minderheiten der Donaumonarchie hatten sich gegenseitig unterstützt und waren nun einander verpflichtet.
So war eine generelle Rückkehr zu den Vorkriegsgrenzen unmöglich und die Neuordnung mit jenen Problemen belastet, die die Grenzziehung zwischen Nationalstaaten unausweichlich mit sich bringt.
Die mit Abstand schwersten Kriegsschäden an der zivilen Infrastruktur hatten Frankreich und das von Deutschland überfallene Belgien zu verzeichnen.

## Ziele der Siegermächte
Die Ziele Frankreichs, Großbritanniens und der Vereinigten Staaten unterschieden sich beträchtlich; die französischen standen vielfach im Widerspruch zu denen der beiden angelsächsischen Mächte.

### Frankreich

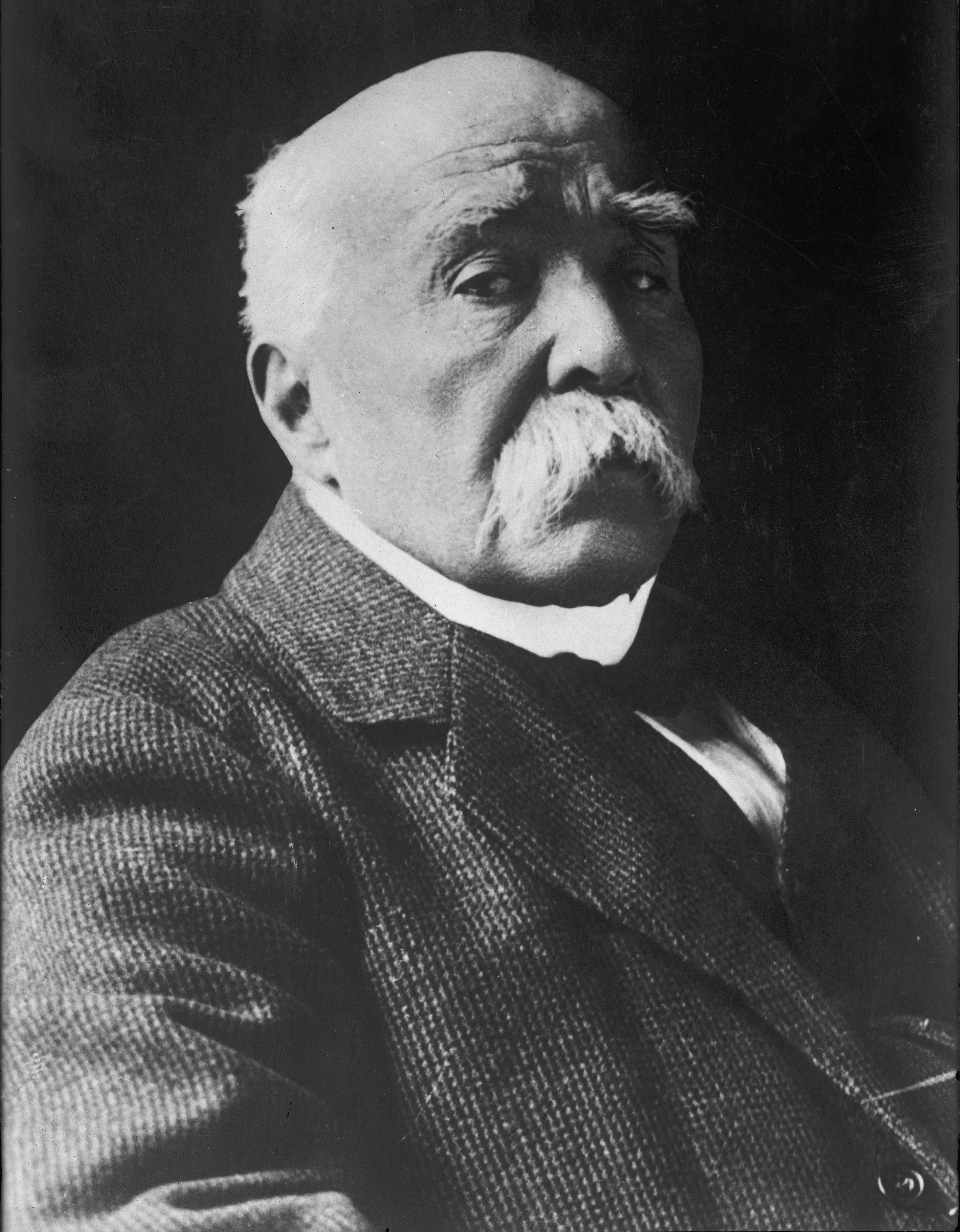
Der französische Ministerpräsident Georges Clemenceau

Clemenceaus Mitarbeiter André Tardieu fasste die Ziele Frankreichs auf der Versailler Friedenskonferenz folgendermaßen zusammen: „Sicherheit zu schaffen war die erste Pflicht. Den Wiederaufbau zu organisieren war die zweite.“ Im Deutsch-Französischen Krieg und im Ersten Weltkrieg waren weite Landstriche Frankreichs zum Kriegsschauplatz geworden. Daher war es vorrangiges Ziel Clemenceaus, neben der als selbstverständlich angesehenen Rückgabe Elsass-Lothringens in einem nächsten Krieg mit Deutschland ein erneutes Eindringen deutscher Streitkräfte von vornherein unmöglich zu machen. Zu diesem Zweck strebte er die Rheingrenze und eine möglichst weitgehende Schwächung Deutschlands an. Dies ging einher mit seinem zweiten Ziel: der Entschädigung für die Kriegszerstörungen und der Abdeckung der interalliierten Schulden, die Frankreich vor allem bei den Vereinigten Staaten hatte. Eine vollständige Abdeckung aller Auslagen, die der Krieg gebracht hatte, schien durchaus geeignet, den gefährlichen Nachbarn nachhaltig zu schwächen. Frankreich war Deutschland nämlich sowohl demografisch als auch wirtschaftlich unterlegen. Daher war es das prioritäre Ziel Frankreichs, nachhaltige Sicherheit gegenüber Deutschland zu erlangen.

### Vereinigtes Königreich

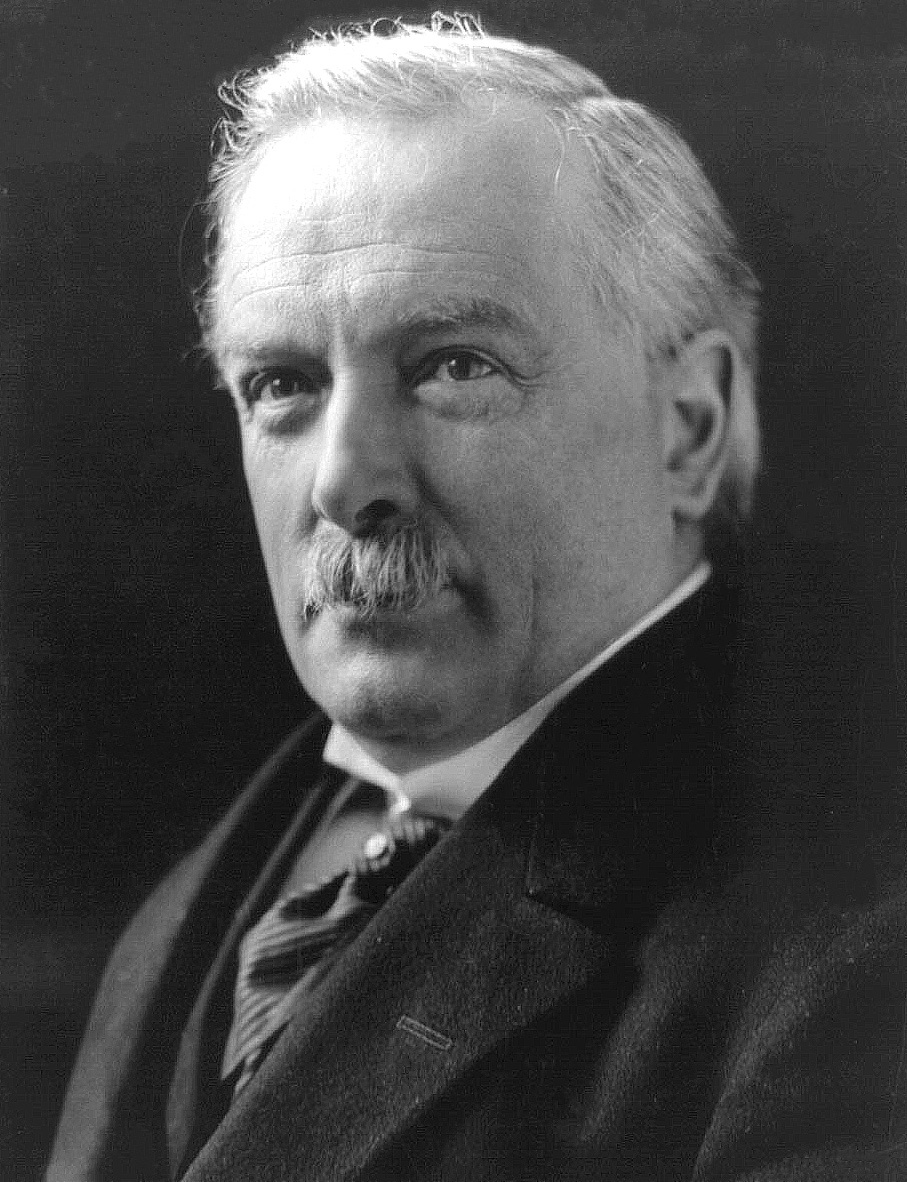
Der britische Premierminister David Lloyd George

Das Vereinigte Königreich hatte weit weniger unter dem Krieg gelitten als Frankreich, aber sich ebenfalls zur Finanzierung seiner Kriegsbeteiligung hoch bei den Vereinigten Staaten verschuldet. Die britische Regierung wollte, auch angesichts der Entwicklung in Russland, ein Machtvakuum in Mitteleuropa vermeiden und Deutschland daher im Sinne der klassischen Balance-of-Power-Strategie nicht zu sehr schwächen. Die britische Regierung wollte allerdings die deutsche Position in Übersee nachhaltig schwächen, nachdem das Deutsche Kaiserreich seine Flotte aufgerüstet hatte und ab ungefähr 1890 seine Kolonialpolitik intensiviert hatte. Deutlich wird die britische Position in einem Memorandum von Premierminister Lloyd George vom März 1919:

„Man mag Deutschland seiner Kolonien berauben, seine Rüstung auf eine bloße Polizeitruppe und seine Flotte auf die Stärke einer Macht fünften Ranges herabdrücken. Dennoch wird Deutschland zuletzt, wenn es das Gefühl hat, dass es im Frieden von 1919 ungerecht behandelt worden ist, Mittel finden, um seine Überwinder zur Rückerstattung zu zwingen. […] Um Vergütung zu erreichen, mögen unsere Bedingungen streng, sie mögen hart und sogar rücksichtslos sein, aber zugleich können sie so gerecht sein, dass das Land, dem wir sie auferlegen, in seinem Innern fühlt, es habe kein Recht sich zu beklagen. Aber Ungerechtigkeit und Anmaßung, in der Stunde des Triumphs zur Schau getragen, werden niemals vergessen noch vergeben werden. […] Ich kann mir keinen stärkeren Grund für einen künftigen Krieg denken, als dass das deutsche Volk, das sich sicherlich als einer der kraftvollsten und mächtigsten Stämme der Welt erwiesen hat, von einer Zahl kleinerer Staaten umgeben wäre, von denen manche niemals vorher eine standfeste Regierung für sich aufzurichten fähig war, von denen aber jeder große Mengen von Deutschen enthielte, die nach Wiedervereinigung mit ihrem Heimatland begehrten.“

Lloyd Georges finanzielle Forderungen sollten ursprünglich nur die britischen Kriegskosten decken. Die öffentliche Meinung in Großbritannien war durch den Krieg stark gegen Deutschland aufgebracht, was sich nicht zuletzt in den sogenannten Khaki-Wahlen, den Unterhauswahlen vom 14. Dezember 1918 gezeigt hatte. Unter dem starken innenpolitischen Druck hatte Lloyd George eingewilligt, dass in die Reparationen, die Deutschland auferlegt wurden, auch der Wert sämtlicher Pensionen für Invalide und Kriegshinterbliebene einberechnet wurde, was die Höhe der Reparationsforderungen enorm steigen ließ.

### Italien
Das Königreich Italien war sehr zögerlich und erst infolge des Londoner Geheimvertrags von 1915 und der darin in Aussicht gestellten territorialen Gebietsgewinne an der Seite der Triple Entente in den Krieg eingetreten, nutzte aber die Chance, mit dem Sieg die letzten „Irredenta“-Gebiete Trentino und Triest dem italienischen Staatsgebiet anzufügen, darüber hinaus eine leicht zu verteidigende Nordgrenze am Brenner zu gewinnen und eine Kolonie (Dodekanes). Italienische Forderungen gingen folglich im Wesentlichen in die Vertragstexte von Saint-Germain-en-Laye und Sèvres ein.

### USA

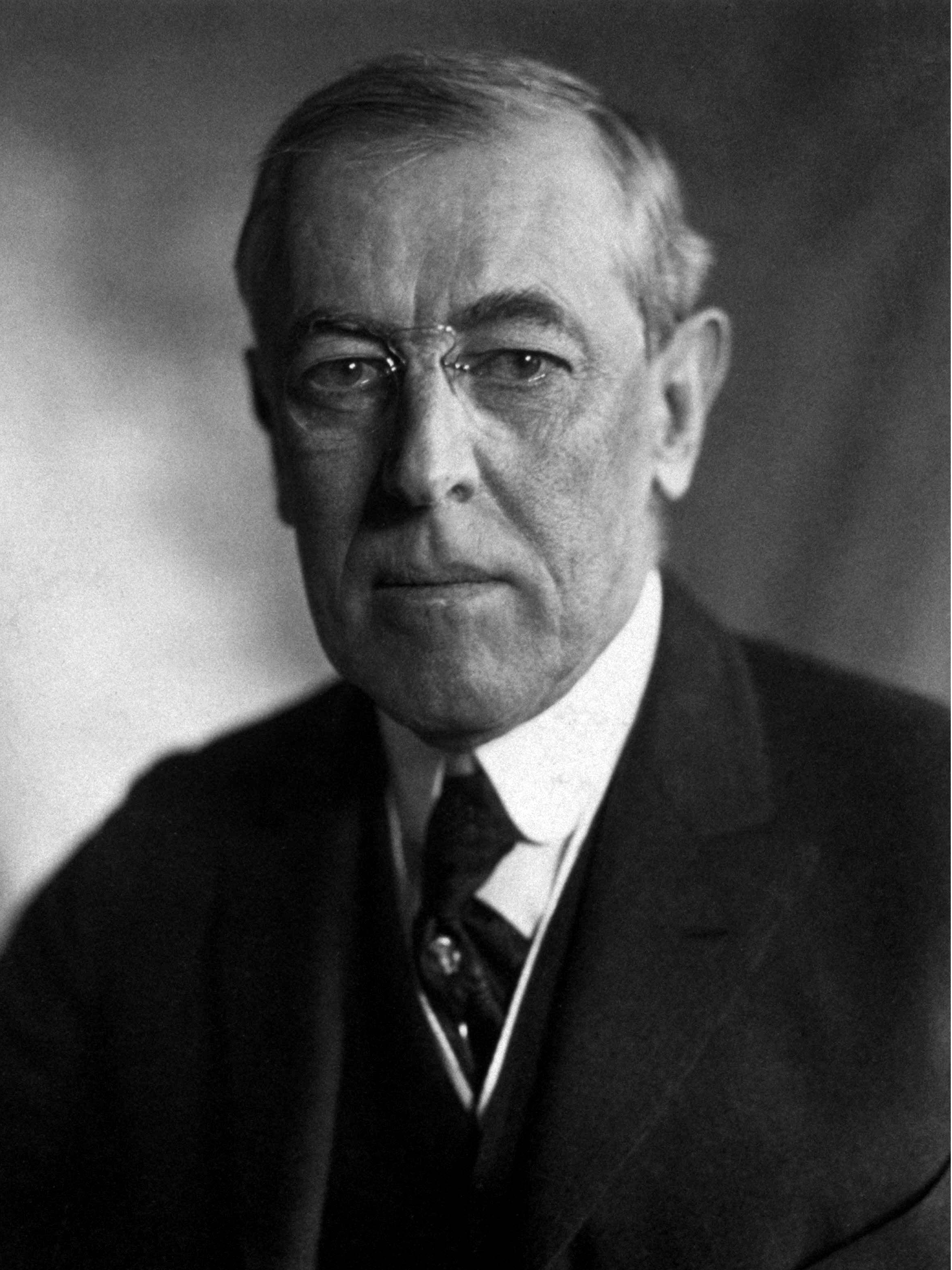
Der amerikanische Präsident Woodrow Wilson

Das von US-Präsident Woodrow Wilson einberufene Gremium The Inquiry hatte bereits seit September 1917 ein Friedensprogramm vorbereitet. Amerikanische Kriegsziele waren demnach die Aufhebung sämtlicher Handelsbeschränkungen und die Freiheit der Seeschifffahrt, deren Verletzung durch Deutschlands uneingeschränkten U-Boot-Krieg der Anlass zum Kriegseintritt der USA gewesen war. Darüber hinaus strebte Präsident Wilson eine gerechte Friedensordnung an, die einen weiteren Weltkrieg unmöglich machen sollte. Die Skizze einer solchen Friedensordnung, die auch die anderen amerikanischen Kriegsziele enthielt, hatte er im Januar 1918 mit seinem Vierzehn-Punkte-Programm veröffentlicht. Postuliert wurde darin unter anderem das Verbot jeglicher Geheimdiplomatie, ein Selbstbestimmungsrecht der Völker, eine weitgehende Abrüstung, ein Völkerbund, der Rückzug der Mittelmächte aus allen besetzten Gebieten und die Wiederherstellung Polens, das einen Zugang zum Meer erhalten sollte. Diese Forderungen waren teilweise nicht vereinbar; an der Ostseeküste gab es damals nirgends eine polnische Bevölkerungsmehrheit, weshalb der später im Versailler Vertrag geschaffene polnische Korridor zur Ostsee gegen das Selbstbestimmungsrecht der Völker verstieß. Auf Grundlage dieser Forderungen strebte Wilson einen Verständigungsfrieden ohne Sieger und Besiegte an, rückte aber nach dem deutschen „Diktatfrieden“ von Brest-Litowsk davon ab.
Darüber hinaus setzte sich Wilson für die Selbstbestimmung der Völker als ein unerlässliches Handlungsprinzip ein.

## Inhalt

### Gebietszugehörigkeiten

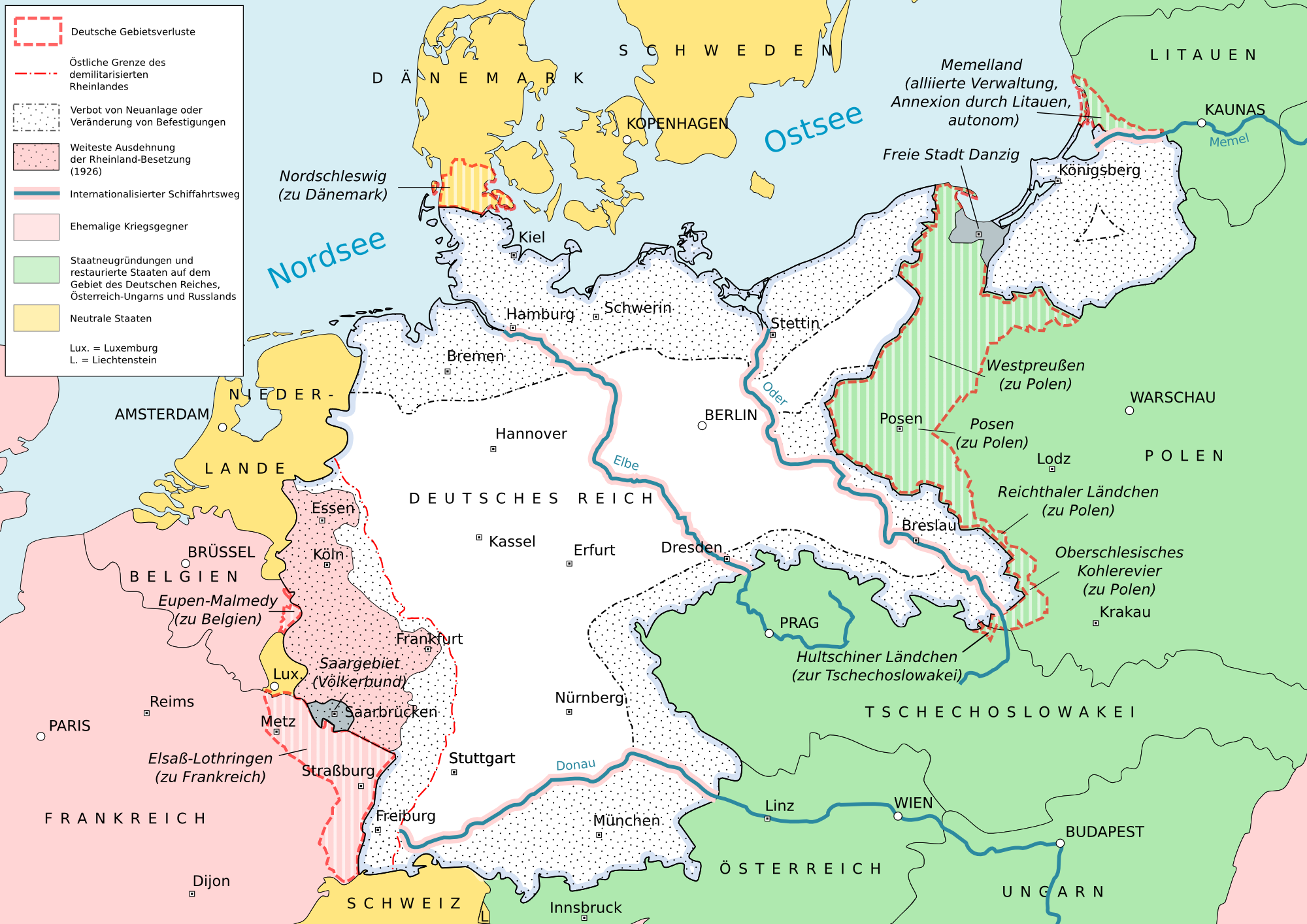
Deutsche Gebietsverluste durch den Versailler Vertrag in Europa

Deutschland musste zahlreiche Gebiete unmittelbar abtreten und in weiteren Gebieten zumindest Plebiszite über deren Zugehörigkeit hinnehmen.

#### Unmittelbare Gebietsabtretungen
Folgende Gebiete des Deutschen Reichs wurden unmittelbar abgetreten:
- Das Reichsland Elsaß-Lothringen an Frankreich.
- In der Provinz Westpreußen wurde aus
  - den um Danzig liegenden Gebieten die Freie Stadt Danzig gegründet, die direkt dem Völkerbund unterstand, sowie
  - weitere 18 Kreise vollständig oder in Teilen Polen zugeordnet.
- Die Provinz Posen ging größtenteils, bis auf die mehrheitlich deutschsprachigen westlichen Kreise, an Polen.
- In Ostpreußen wurde
  - das Soldaugebiet im Kreis Neidenburg an Polen abgetreten, und
  - das Memelland wurde unter Kontrolle des Völkerbunds gestellt, dann jedoch am 10. Januar 1923 von Litauen annektiert. Mit der Memelkonvention von 1924 erkannte der Völkerbund die Annexion an.
- In der Provinz Niederschlesien wurde das Reichthaler Ländchen an Polen abgetreten.
- In der Provinz Oberschlesien ging das Hultschiner Ländchen an die Tschechoslowakei.
- Die Kreise Eupen und Malmedy gingen unmittelbar an Belgien, unter dem Vorbehalt einer Prüfung durch den Völkerbund, sollten nennenswerte Teile der deutschen Bevölkerung hiergegen Beschwerde einlegen.

Die deutschen Kolonien gingen vollständig verloren. Sie wurden zunächst dem Völkerbund übertragen, der ihre Verwaltung dann anderen Staaten als Mandatsgebiete unterstellte:
- Das Schutzgebiet Deutsch-Ostafrika wurde in drei Mandatsgebieten größtenteils an Belgien (Burundi und Ruanda) und Großbritannien (Tanganjika), sowie ein kleiner Teil an Portugal (Kionga-Dreieck) aufgeteilt.
- Das Schutzgebiet Deutsch-Südwestafrika wurde Südafrika als Mandat (Südwestafrika) unterstellt.
- Das Schutzgebiet Kamerun ging an den Völkerbund, der es in zwei Mandatsgebiete aufgeteilt der Verwaltung durch Frankreich (Cameroun) und Großbritannien (Cameroons) unterstellte.
- Das Schutzgebiet Togo fiel in zwei Mandatsgebieten an Frankreich (Französisch-Togo) und Großbritannien (Britisch-Togoland).
- Die Kolonie Deutsch-Neuguinea fiel als Mandat an Australien (Territorium Neuguinea).
- Die Kolonie Deutsch-Samoa fiel als Mandat an Neuseeland.
- Die Inselgruppen der Marianen und der Karolinen, wurden Japan als Mandat (Japanisches Südseemandat) zugeteilt.

Da die Republik China den Versailler Vertrag nicht unterzeichnete, waren die deutschen Pachtgebiete in China (Kiautschou, Tientsin und Hankau) zunächst nicht direkt berührt. In einem separaten Friedensvertrag im Jahr 1922 gab das Deutsche Reich die weitere Nutzung dieser Gebiete auf.

#### Gebiete mit Volksabstimmungen
Der Versailler Vertrag sah für das Deutsche Reich in fünf Gebieten Volksabstimmungen vor. Mit diesen konsultativen Referenden sollte Klarheit darüber erzielt werden, ob und in welchem Umfang diese Gebiete an andere Staaten übertragen werden sollten. Die Letztentscheidung über die tatsächliche Aufteilung traf der Rat der Vier beziehungsweise ab 1921 der Völkerbund.
- In den nördlichen Teilen des Regierungsbezirks Schleswig wurde im Frühjahr 1920 aufgeteilt auf zwei Abstimmungszonen und in zwei zeitlich getrennten Stimmgängen über die Zugehörigkeit zum Deutschen Reich oder zu Dänemark abgestimmt. Im Ergebnis legte der Rat der Vier fest, dass die nördliche 1. Abstimmungszone an Dänemark zu übertragen sei, während die südlicher gelegene 2. Abstimmungszone bei Deutschland verblieb.
- In Westpreußen wurde im Abstimmungsgebiet Marienwerder im Juli 1920, vier östlich der Weichsel und des Nogat gelegenen Kreisen, über die Zugehörigkeit des Gebiets zu Polen oder Ostpreußen abgestimmt. Die Abstimmung ergab eine große Mehrheit (etwa 92 %) für eine Zuordnung zu Ostpreußen. Das Gebiet, mit Ausnahme von fünf direkt an der Weichsel gelegenen Dörfern, die mehrheitlich für Polen gestimmt hatten, verblieb dementsprechend bei Deutschland.
- In Ostpreußen wurde im Abstimmungsgebiet Allenstein im Juli 1920, dem Regierungsbezirk Allenstein und dem Kreis Oletzko, über die Zugehörigkeit des Gebiets zu Polen oder Ostpreußen abgestimmt. Die Abstimmung ergab eine große Mehrheit (etwa 96 %) für einen Verbleib bei Ostpreußen. Mit Ausnahme von drei, direkt an der Grenze zu Polen gelegenen Dörfern, die auch für eine Zuordnung zu Polen gestimmt hatten, blieb das Abstimmungsgebiet ein Teil Ostpreußens und damit bei Deutschland.
- In Oberschlesien wurde in einem den größten Teil der Provinz sowie Teile des niederschlesischen Kreises Namslau umfassenden Gebiet im März 1921 über die Zugehörigkeit zu Polen oder Deutschland abgestimmt. Die Ausarbeitung eines akzeptablen Teilungsplans erwies sich als außerordentlich schwierig. Schlussendlich verblieb etwa dreiviertel der Fläche und gut die Hälfte der Bevölkerung, jedoch nur der kleinere Teil des bedeutsamen oberschlesischen Industriegebiets beim Deutschen Reich, der restliche Teil wurde an Polen angegliedert.
- Das Saargebiet, dessen Kohleproduktion (siehe Bergbau im Saarland) Frankreich zufiel, wurde dem Völkerbund unterstellt. Es wurde festgelegt, dass in dem Gebiet nach spätestens 15 Jahren eine Abstimmung über die staatliche Zugehörigkeit stattfinden sollte. Diese wurde am 13. Januar 1935 abgehalten, wobei sich die Abstimmenden zwischen einer Wiederangliederung an Deutschland, einer Angliederung an Frankreich oder einer Beibehaltung des Status als Mandatgebiet des Völkerbundes entscheiden konnte. Da die Abstimmung eine große Mehrheit für Deutschland ergab, erfolgte wenige Wochen später die Wiederangliederung an das Deutsche Reich.

#### Rheinlandbesetzung
Das Rheinland wurde von Frankreich, Belgien, Großbritannien und den USA für 15 Jahre militärisch besetzt. Ursprünglich hatte Clemenceau im Zuge der französischen Sicherheitspolitik eine dauerhafte Besetzung angestrebt, doch sich davon abbringen lassen, als ihm Lloyd George und Wilson versprachen, das Bündnis der Siegermächte auch über den Abschluss des Friedensvertrages hinaus fortbestehen zu lassen. Die amerikanische Garantie sollte so lange bestehen, bis der neu gegründete Völkerbund stark genug wäre, Deutschland zur Erfüllung der Bedingungen des Friedensvertrags zu zwingen. Die Regierungsgewalt im Rheinland übernahm bis zur Räumung, die spätestens 1935 zu erfolgen hatte, der Interalliierte Hohe Ausschuss für die Rheinlande. Nach Unterzeichnung des Young-Plans durch die Reichsregierung, indem diese die Zahlung der geforderten Reparationen endgültig anerkannte, wurde die Besetzung im Jahr 1930 vorzeitig beendet.

#### Wirkung der Gebietsverluste auf die Staatsangehörigkeit
Nach Artikel 91 des Versailler Vertrags erwarben grundsätzlich alle deutschen Reichsangehörigen, die ihren Wohnsitz in den endgültig als Bestandteil des wiedererrichteten polnischen Staates anerkannten Gebieten hatten, von Rechts wegen die polnische Staatsangehörigkeit unter Verlust der deutschen. Zwei Jahre lang nach Inkrafttreten des Vertrags waren die hier wohnhaften über 18 Jahre alten deutschen Reichsangehörigen berechtigt, für die deutsche Staatsangehörigkeit zu optieren. Polen deutscher Reichsangehörigkeit im Alter von über 18 Jahren, die in Deutschland ihren Wohnsitz hatten, waren berechtigt, für die polnische Staatsangehörigkeit zu optieren. Allen Personen, die von dem Optionsrecht Gebrauch machten, stand es frei, innerhalb von zwölf Monaten ihren Wohnsitz in den Staat zu verlegen, für den sie optiert hatten. Sie durften dabei ihr gesamtes bewegliches Gut zollfrei mitnehmen. Es stand ihnen frei, das unbewegliche Gut zu behalten, das sie im Gebiete des anderen Staates besaßen, in dem sie vor der Option wohnten.
Diese Bestimmungen erzeugten in den ersten Jahren nach der Transformation in innerstaatliches Recht eine nicht unerhebliche Wanderungsbewegung zwischen dem Deutschen Reich und Polen. Viele Deutsche, die die deutsche Reichs- und Staatsangehörigkeit nicht verlieren wollten und entsprechend optiert hatten, sahen sich gezwungen, ihre angestammte Heimat zu verlassen und auch ihren Grundbesitz zu verkaufen, um sich im Reich wieder eine Existenz aufzubauen. Polen sah die in den Nachkriegswirren vorübergehend Abgewanderten als stillschweigende Optanten an, auch wenn diese Deutschen sich noch nicht für oder gegen die deutsche Staatsangehörigkeit entschieden hatten. Das dadurch erhöhte Angebot auf dem polnischen Grundstücksmarkt führte zu fallenden Preisen der Grundstücke und zu Vermögensverlusten.
Als Folge des Wiener Abkommens emigrierten zwischen 1924 und dem Sommer 1926 etwa 26.000 Deutsche teils freiwillig, teils erzwungen aus dem neuen polnischen Staat. Das Deutsche Reich war für die Aufnahme dieser Menschen schlecht vorbereitet. Die meisten wurden zunächst in einem Lager bei Schneidemühl aufgefangen.

### Militärische Bestimmungen

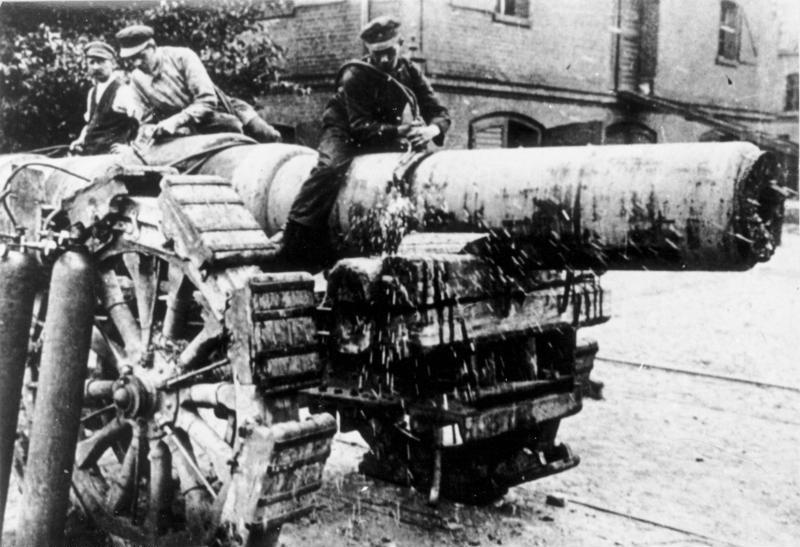
Zerlegen eines schweren Geschützes (1919/20)

In der Präambel zum fünften Teil des Vertrages, den „Bestimmungen über Landheer, Seemacht und Luftfahrt“ (Artikel 159 bis 213), wurde erklärt, dass sich Deutschland, „um den Anfang einer allgemeinen Beschränkung der Rüstungen aller Nationen zu ermöglichen“, zur genauen Befolgung der nachstehenden Bestimmungen über die Land-, See- und Luftstreitkräfte verpflichtet.
- Berufsarmee mit maximal 100.000 Mann einschließlich von höchstens 4.000 Offizieren
- keine allgemeine Wehrpflicht
- Auflösung des Großen Generalstabs
- Beschränkung auf eine einmalige Dienstzeit von zwölf Jahren ohne Wiederverpflichtungsmöglichkeit, maximal 5 % der Mannschaften dürften vorzeitig jährlich ausscheiden (so sollte einer heimlichen Wehrpflicht vorgebeugt werden)[24]
- Verbot von militärischen Vereinen, Militärmissionen und Mobilmachungsmaßnahmen
- Marine mit 15.000 Mann, sechs gepanzerten Schiffen, sechs Kreuzern, 12 Zerstörern und 12 Torpedobooten[25]
- keine schweren Waffen wie U-Boote, Panzer, Schlachtschiffe
- Verbot chemischer Kampfstoffe
- Beschränkung der Waffenvorräte (102.000 Gewehre, 40,8 Mio. Gewehrpatronen)
- Verbot des Wiederaufbaus von Luftstreitkräften
- Demilitarisierung des Rheinlands und eines 50 Kilometer breiten Streifens östlich des Rheins[26]
- Verbot des Festungsbaus entlang der deutschen Grenze
- Verbot von Befestigung und Artillerie zwischen Ost- und Nordsee
- Im Weiteren wurden jegliche Maßnahmen verboten, die als zur Vorbereitung eines Krieges geeignet betrachtet wurden. Dies hatte unter anderem Auswirkungen auf das Deutsche Rote Kreuz, das in der Folge seine Ursprungsaufgabe in den Hintergrund stellen musste.

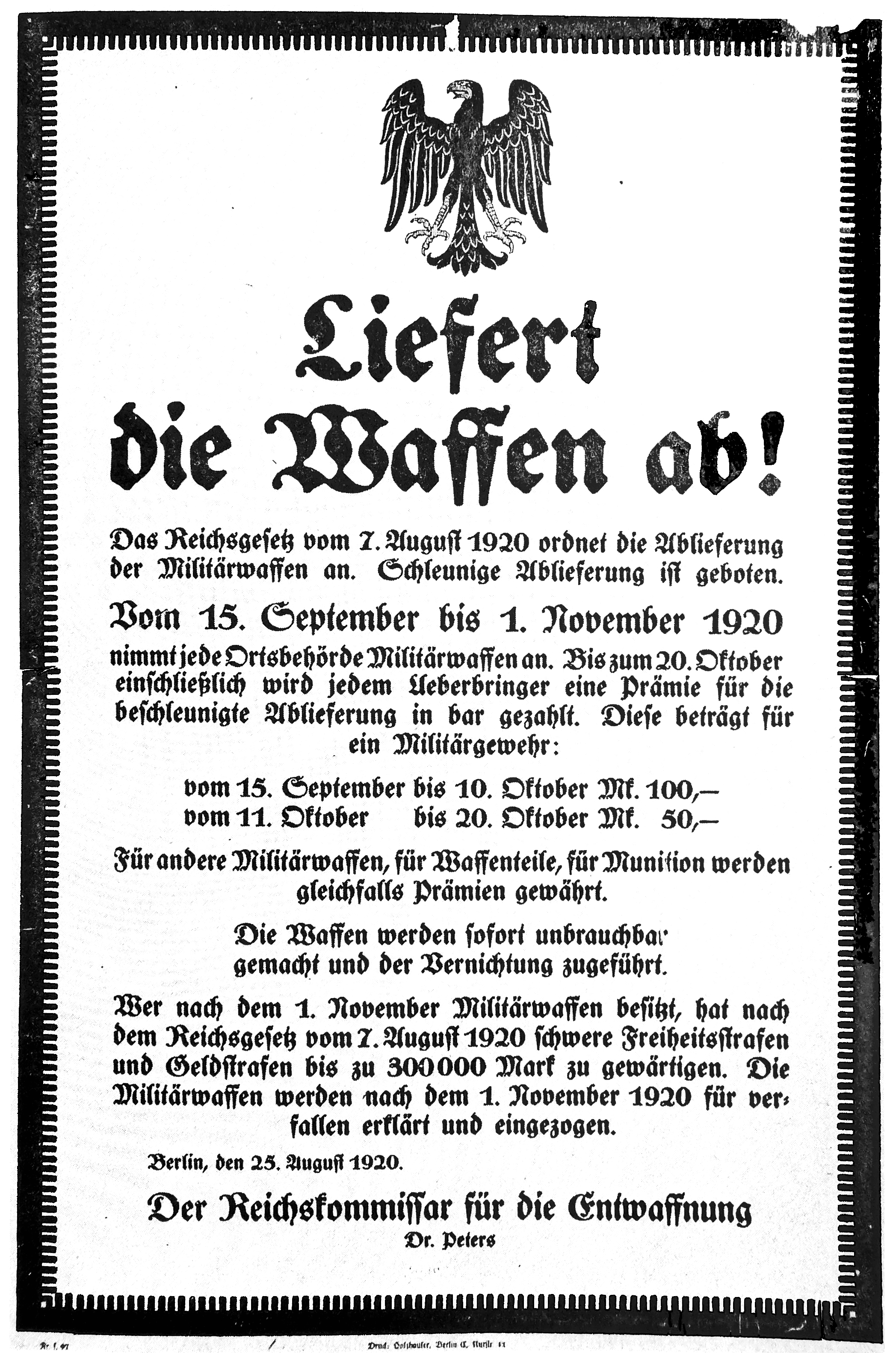
Anordnung zur Ablieferung von Waffen vom 25. August 1920

Artikel 177 des Vertrages verlangte die Abgabe bzw. Anzeige sämtlicher Militärwaffen in zivilem Besitz. Der Deutsche Reichstag beschloss in der Folge am 5. August 1920 (damals regierte das Kabinett Fehrenbach) mehrheitlich das Entwaffnungsgesetz.
Im Abschnitt IV. legten die Artikel 203 bis 210 die Einrichtung und Arbeitsweise „Interalliierter Überwachungsausschüsse“ zwecks Überwachung der Einhaltung dieser Bestimmungen fest.

### Kriegsgefangene und Grabstätten
Der Vertrag enthält in seinem sechsten Teil Artikel 214 bis 224 Regelungen für Kriegsgefangene des Ersten Weltkrieges. Die Belange von Grabstätten bzw. Kriegsgräberstätten sind in den Artikeln 225 und 226 ausgeführt.

### Strafbestimmungen
Der Vertrag sah in seinem siebten Teil Strafbestimmungen für deutsche Kriegsverbrecher vor. Namentlich der ehemalige Kaiser Wilhelm von Hohenzollern sollte „wegen schwerster Verletzung der internationalen Moral und der Heiligkeit der Verträge“ vor einem eigens einzurichtenden Gerichtshof der Siegermächte der Prozess gemacht werden. Deutschland musste einwilligen, alle Personen auszuliefern, denen Kriegsverbrechen zur Last gelegt wurden.

### Kriegsschuldartikel (Artikel 231) als Grundlage für Reparationsforderungen
Im Artikel 231, dem so genannten Kriegsschuldartikel, heißt es:

„Die alliierten und assoziierten Regierungen erklären, und Deutschland erkennt an, daß Deutschland und seine Verbündeten als Urheber für alle Verluste und Schäden verantwortlich sind, die die alliierten und assoziierten Regierungen und ihre Staatsangehörigen infolge des Krieges, der ihnen durch den Angriff Deutschlands und seiner Verbündeten aufgezwungen wurde, erlitten haben.“

Der Vertrag wies allein Deutschland und seinen Verbündeten die Rolle des Aggressors im Ersten Weltkrieg zu. Er bedeutete eine anfängliche Isolation Deutschlands, das sich als Sündenbock für die Verfehlungen der anderen europäischen Staaten vor dem Weltkrieg sah.
Die einseitige Schuldzuweisung an Deutschland löste dort die Kriegsschulddebatte aus. Die Unterschriften durch Hermann Müller und Johannes Bell, die durch die Weimarer Nationalversammlung 1919 in ihre Ämter gelangt waren, nährten die vor allem durch Paul von Hindenburg und Erich Ludendorff sowie später von Adolf Hitler propagierte Dolchstoßlegende.
Historiker beurteilen die Ursachen des Ersten Weltkriegs heute differenzierter, als es in dem Vertrag ausgedrückt wird. Der Artikel 231 sollte nicht die historischen Ereignisse bewerten, sondern die für das Deutsche Reich nachteiligen Friedensbedingungen juristisch und moralisch legitimieren. Darüber hinaus sollte das Deutsche Reich finanziell für die Schäden an Land und Menschen haftbar gemacht werden, welche die kaiserlichen Truppen insbesondere in Frankreich angerichtet hatten. Der Vertrag von Versailles legte daher den Grund für die Reparationsforderungen an das Deutsche Reich, deren Höhe allerdings zunächst nicht festgelegt wurde. Die Vertreter des Deutschen Reiches protestierten gegen den Artikel 231 daher nicht bloß aus Gründen der Selbstrechtfertigung, sondern mit dem Ziel, die moralische Basis der gegnerischen Forderungen insgesamt nicht zu untermauern. Die deutschen Reparationen nach dem Ersten Weltkrieg belasteten den neuen republikanischen Staat. Sie waren eine von mehreren Ursachen der Inflation der folgenden Jahre bis 1923.

### Wirtschaftliche Bestimmungen und Reparationen
Das Deutsche Reich wurde zur Wiedergutmachung durch Geld- und Sachleistungen in noch durch die Reparationskommission festzulegender Höhe verpflichtet. Eine erste Rate von 20 Milliarden Goldmark war bis April 1921 zu zahlen. Außerdem wurde eine Verkleinerung der reichsdeutschen Handelsflotte festgeschrieben. Die großen deutschen Schifffahrtswege, namentlich Elbe, Oder, Donau und Memel, wurden für international erklärt. Für fünf Jahre musste das Deutsche Reich den Siegermächten einseitig die Meistbegünstigung gewähren. Im sogenannten Champagnerparagraphen 274 wurde festgelegt, dass Produktbezeichnungen, die ursprünglich Herkunftsbezeichnungen aus den Ländern der Siegermächte waren, nur noch verwendet werden durften, wenn die so bezeichneten Produkte auch tatsächlich aus der genannten Region stammten: Seitdem darf Branntwein in Deutschland nicht mehr als Cognac und Schaumwein nicht mehr als Champagner verkauft werden – Bezeichnungen, die bis dahin in den deutschen Ländern durchaus üblich waren. Luxemburg musste die bislang bestehende Zollunion mit dem Deutschen Reich aufgeben.

### Völkerbund

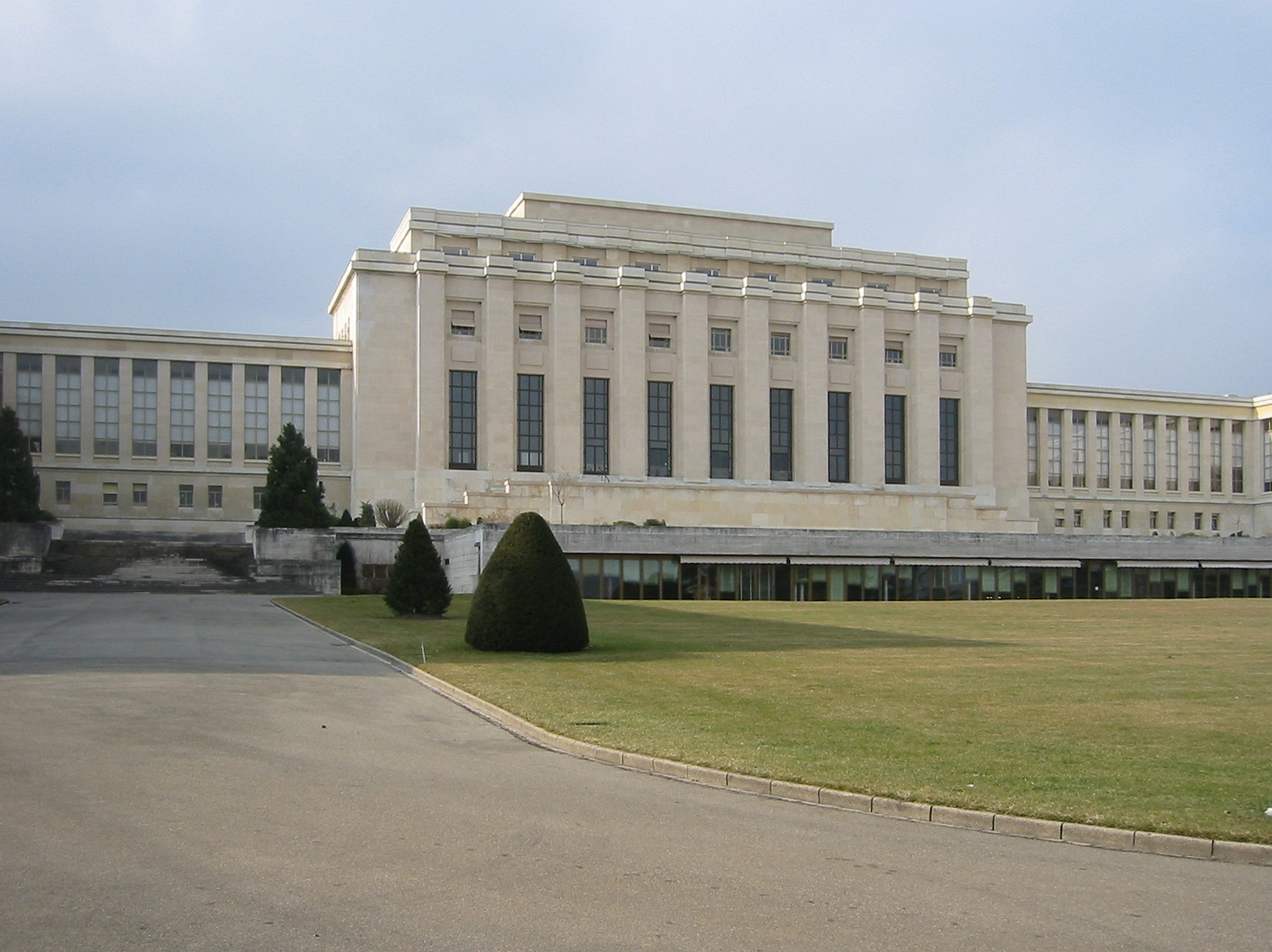
Der Völkerbundpalast in Genf

Außerdem sah der Vertrag die Gründung des Völkerbunds vor, eines der erklärten Ziele von Präsident Wilson. Der Völkerbund war Vorläuferorganisation der heutigen Vereinten Nationen, die nach dem Zweiten Weltkrieg gegründet wurden. Deutschland war bis 1926 kein Mitglied.

### Internationale Arbeitsorganisation
Ebenso wurde durch den Versailler Vertrag (Kapitel XIII) die Internationale Arbeitsorganisation (ILO) ins Leben gerufen, welche bis heute besteht. Auch die Regelungen über diese Organisation sind in allen Pariser Vororteverträgen enthalten und heben Problemstellungen der Arbeitswelt erstmals auf die Stufe des internationalen Rechtssystems. Der Versailler Vertrag geht somit über die Regelungen klassischer Friedensverträge hinaus.

### Garantiebestimmungen
Als Garantie für die Durchführung der übrigen Bestimmungen des Vertrags wurde eine alliierte Besetzung des linksrheinischen Gebietes und zusätzlicher Brückenköpfe bei Köln, Koblenz und Mainz vereinbart. Diese sollte zeitlich gestaffelt 5, 10 und 15 Jahre nach dem Ratifizierungsdatum aufgehoben werden (Artikel 428–430).

## Women’s International League for Peace and Freedom
Frauen waren bei den Friedensverhandlungen in Versailles nicht zugelassen. Vergeblich drängten sie auf einen Platz am Verhandlungstisch. In der festen Überzeugung, dass ein gerechter, nachhaltiger Frieden nur mit Einbezug der Frauen möglich ist, organisierten Feministinnen und Pazifistinnen deshalb 1919 in Zürich die Folgekonferenz des 1915 in Den Haag stattgefundenen Internationalen Frauenfriedenskongresses. Anlässlich der Konferenz erhielt die Organisation ihren heutigen Namen Women’s International League for Peace and Freedom. Ziel der Konferenz war, Frieden durch mehr soziale Gerechtigkeit, eine bessere Rechtsstellung von Frauen und das nationale Selbstbestimmungsrecht auch für die Kolonialbevölkerungen zu sichern.

## Folgen

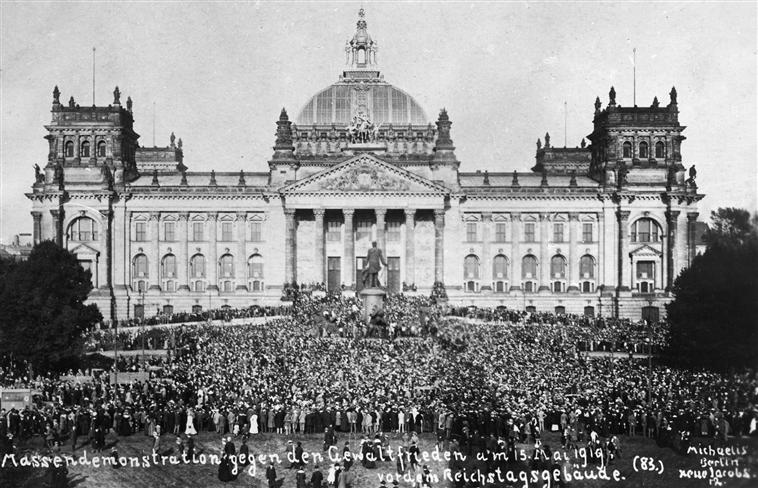
Massenkundgebung vor dem Reichstag gegen den Versailler Vertrag, 1919

Der Vertrag wurde nie zur Gänze umgesetzt. Dies betraf vor allem die Reparationsforderungen, die militärischen und die Strafbestimmungen: Statt die gesamten Kriegskosten der Siegermächte einschließlich Witwen- und Waisenrenten sowie interalliierte Kriegsschulden abzudecken, bezahlte das Deutsche Reich nach offizieller Rechnung insgesamt nur 21,8 Milliarden Goldmark. Durch Aufbau und Unterhalt der so genannten Schwarzen Reichswehr verstieß Deutschland von Beginn an gegen die im Versailler Vertrag festgelegte Sollstärke seiner Armee. Die Bestrafung der mutmaßlichen Kriegsverbrecher blieb sogar fast gänzlich aus. Die Niederlande gewährten dem ehemaligen Kaiser Asyl und verweigerten seine Auslieferung. Die übrigen mutmaßlichen Kriegsverbrecher wurden auf einer Liste der Siegermächte aufgezählt, die 895 Personen umfasste, darunter so prominente wie der ehemalige Reichskanzler Theobald von Bethmann Hollweg, den ehemaligen Kronprinzen Wilhelm von Preußen, Großadmiral Alfred von Tirpitz, Hindenburg und Ludendorff. 1920 verzichteten sie jedoch auf deren Überstellung gegen die Zusicherung des Reiches, Kriegsverbrechern würde vor dem Reichsgericht der Prozess gemacht. Die Leipziger Prozesse, die 1921 durchgeführt wurden, blieben reine Schauverfahren, einen ernsthaften Versuch, Kriegsverbrechen zu ahnden, stellten sie nicht dar.
Das Deutsche Reich wurde durch die territorialen Abtretungen in seiner Wirtschaftskraft erheblich geschwächt. Große Teile seiner Schwerindustrie wurden getroffen. Es verlor 80 % seiner Eisenerzvorkommen, 63 % der Zinkerzlager, 28 % seiner Steinkohleförderung und 40 % seiner Hochöfen. Der Verlust Posens und Westpreußens verringerte die landwirtschaftliche Nutzfläche um 15 %, die Getreideernte um 17 % und den Viehbestand um 12 %. Die deutsche Landwirtschaft konnte diesen Verlust zunächst nicht ausgleichen. Deutschlands Bevölkerung verringerte sich um sieben Millionen Menschen (11 %), von denen in den Folgejahren etwa eine Million ins Reich strömte, vor allem aus Elsass-Lothringen und aus den an Polen abgetretenen Gebieten. Durch den Verlust von 90 % der Handelsmarine und des gesamten Auslandsvermögens wurde der deutsche Außenhandel stark beeinträchtigt.
Da das Deutsche Reich seine Armee nach Art. 159 ff. Versailler Vertrag auf eine Stärke von 115.000 Soldaten (100.000 Heer und 15.000 Marine) verkleinern musste, war es nicht in der Lage, eine etwaige alliierte Invasion militärisch zu verhindern. Bereits 1921 drohten die Siegerstaaten im Londoner Ultimatum mit einer Besetzung des Ruhrgebiets; 1923 wurde es dann von französisch-belgischen Truppen tatsächlich besetzt (→ Ruhrbesetzung). Die aggressive Haltung, die Frankreich gegenüber dem besiegten Deutschland einnahm, hatte ihre Ursache darin, dass das wichtigste französische Kriegsziel, nämlich dauerhaft Sicherheit vor Deutschland zu erlangen, nicht erreicht worden war: Der amerikanische Senat lehnte im November 1919 ab, den Versailler Vertrag zu ratifizieren. Damit standen die USA nicht mehr für eine Fortsetzung des Bündnisses der Siegermächte zur Verfügung, weshalb auch Großbritannien von seiner Zusage Abstand nahm, gemeinsam mit Frankreich zu garantieren, dass Deutschland die Bestimmungen des Friedensvertrags einhielt. Clemenceau hatte nach einem Bonmot zwar „den Krieg gewonnen, doch den Frieden verloren“.
Verschiedene Historiker bezeichneten es als ein Grundproblem des Versailler Vertrages, dass er zwei Ziele gleichzeitig zu erreichen versuchte: zum einen die von Wilson vertretenen Ideale der Selbstbestimmung der Völker und der territorialen Übereinstimmung zwischen Volk und Staat, zum anderen die Absichten der Siegermächte, insbesondere Frankreichs, das Deutsche Reich entscheidend zu schwächen.
Der Vertrag von Versailles – gelegentlich „Karthagischer Friede“ genannt – war für Deutschland zu hart, als dass ein als politische Einheit und wirtschaftliche Großmacht bestehen gebliebenes Deutsches Reich ihn dauerhaft akzeptieren würde. Gleichwohl ließ er es mächtig genug, dass eine deutsche Regierung weniger als 20 Jahre später Revanchegedanken in Politik umsetzen konnte, womit sie Europa in die Katastrophe des Zweiten Weltkriegs stürzte. Marschall Foch äußerte zur Zeit des Vertragsabschlusses: „Das ist kein Frieden. Das ist ein zwanzigjähriger Waffenstillstand.“ – Foch war für eine Zerschlagung des Deutschen Reiches eingetreten.
John Maynard Keynes, der Vertreter des Schatzamts der britischen Delegation bei den Vertragsverhandlungen, trat noch vor Abschluss der Verhandlungen unter Protest gegen die Vertragsbedingungen, die Deutschland auferlegt werden sollten, von seinem Posten in der Delegation zurück. Auf Anraten des südafrikanischen Konferenzteilnehmers Jan Christiaan Smuts verfasste er ein Buch über die wirtschaftlichen Folgen des Friedensvertrages, in dem er darlegte, dass die Deutschland auferlegten Zahlungsverpflichtungen sowohl die internationalen Wirtschaftsbeziehungen destabilisieren als auch größeren sozialen Sprengstoff für Deutschland mit sich führen würden.
Die Friedensbedingungen wurden in Deutschland als überraschend und als extrem hart empfunden. Lange hatte die deutsche Öffentlichkeit geglaubt, auf der Grundlage der wilsonschen Vierzehn Punkte einen milden Frieden erreichen zu können, der im Wesentlichen den Status quo ante wiederherstellen würde. Der Kulturphilosoph Ernst Troeltsch schrieb, Deutschland habe sich im „Traumland der Waffenstillstandsperiode“ befunden, aus dem es mit der Veröffentlichung der Friedensbedingungen brutal geweckt worden sei. Hinzu kam die Tatsache, dass die Siegermächte das Deutsche Reich von den Verhandlungen ausgeschlossen und ihm nur am Schluss schriftliche Eingaben gestattet hatten: Das Schlagwort vom „Versailler Diktat“ machte die Runde. Diese beiden Faktoren trugen dazu bei, dass der Widerstand der Reichsregierung gegen den Vertrag, wie der Historiker Hans-Ulrich Wehler schreibt, „von einem nahezu lückenlosen Konsens im ganzen Land“ getragen wurde. In den folgenden Jahren war die Revision dieses Vertrages erklärtes Ziel der deutschen Außenpolitik: Weder die „Legitimität des Friedens“ noch die Tatsache, dass Deutschland den Krieg militärisch verloren hatte (→ Dolchstoßlegende), wurden akzeptiert. Auf unterschiedlichen Wegen versuchten alle Regierungen der Weimarer Republik, die „Fesseln von Versailles abzuschütteln“, weshalb man von einem regelrechten „Weimarer Revisionssyndrom“ sprechen kann. Neben der Art seines Zustandekommens und den Inhalten des Vertrages – insbesondere auch die Gebietsabtretungen mit deutschen Bevölkerungsgruppen – beschädigte dieses Revisionssyndrom nachhaltig das Ansehen der demokratischen Westmächte und das Vertrauen in die neue Demokratie in Deutschland. Manche Historiker sehen in dem Vertrag eine wichtige Ursache für den Aufstieg des Nationalsozialismus. So äußerte Theodor Heuss, damals liberaler Reichstagsabgeordneter, 1932 in seiner Schrift Hitlers Weg: „Der Ausgangspunkt der nationalsozialistischen Bewegung ist nicht München, sondern Versailles.“ In der neueren Forschung wird der Vertrag in günstigerem Licht gesehen: Er habe in den Grenzen des damals Möglichen Frieden geschaffen, eine neue internationale Ordnung etabliert und eine offene Zukunft ermöglicht, die nicht zwangsläufig auf den nächsten Krieg hinausgelaufen sei.

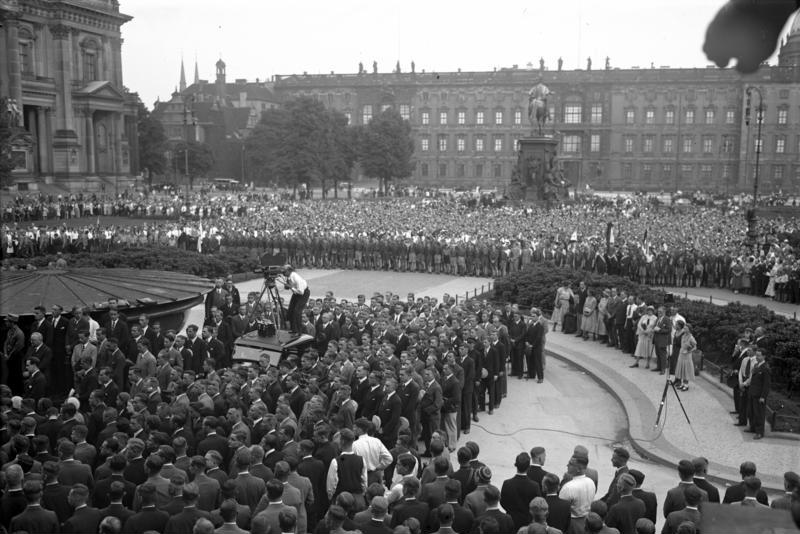
Kundgebung gegen den Versailler Vertrag 1932 im Berliner Lustgarten

Auf die hohen Reparationsforderungen und die Industriedemontagen im Ruhrgebiet versuchte die deutsche Reichsregierung mit einem Generalstreik zu reagieren, der mit ständig nachgedrucktem Geld unterstützt werden sollte. Das heizte die Inflation zu einer Hyperinflation an, die große Teile der Bevölkerung in Not und Elend stürzte. Sie war vor allem dadurch zustande gekommen, dass den Kriegsanleihen, mit denen das Kaiserreich vorher den Krieg finanziert hatte, durch die militärische Niederlage keine Sachwerte gegenüberstanden. Während und nach der Inflation geriet das Reich in eine zunehmende Abhängigkeit von ausländischen Krediten, besonders US-amerikanischen. Die von den USA ausgehende Weltwirtschaftskrise traf das Deutsche Reich extrem hart, da seine Volkswirtschaft stärker als andere mit der US-Wirtschaft verwoben war.
Die durch den Versailler Vertrag begründeten bedeutsamen wirtschaftlichen Folgen und die außenpolitische Isolation des Deutschen Reichs versuchte Walther Rathenau im Vertrag von Rapallo zu entschärfen. Darin wurde das Verhältnis zur Sowjetunion normalisiert und auf gegenseitige Ansprüche verzichtet. Die militärischen Bestimmungen des Vertrags wurden unter anderem durch die geheime Zusammenarbeit zwischen Roter Armee und Reichswehr zu umgehen versucht.
Hitler konnte in den ersten Jahren seiner Regierungszeit durch die Beseitigung der letzten Zwänge des Versailler Vertrags, unter anderem durch die militärische Wiederaufrüstung und Wiederbesetzung des Rheinlandes, großes innenpolitisches Prestige gewinnen. Die USA zogen sich alsbald von der europäischen Politik zurück. Frankreich und Großbritannien entschieden sich für eine Appeasement-Politik.

## Der kleine Vertrag von Versailles
Neben dem hier erläuterten Friedensvertrag von Versailles existiert noch ein weiterer weniger bekannter Pariser Vorortvertrag mit gleichem Namen. So wird der polnische Minderheitenvertrag vom 28. Juni 1919 als „der kleine Vertrag von Versailles“ bezeichnet. Dabei handelt es sich um den ersten völkerrechtlichen Vertrag mit konkret ausgearbeiteten Schutzrechtbestimmungen für nationale Minderheiten.